# Tłusty czwartek

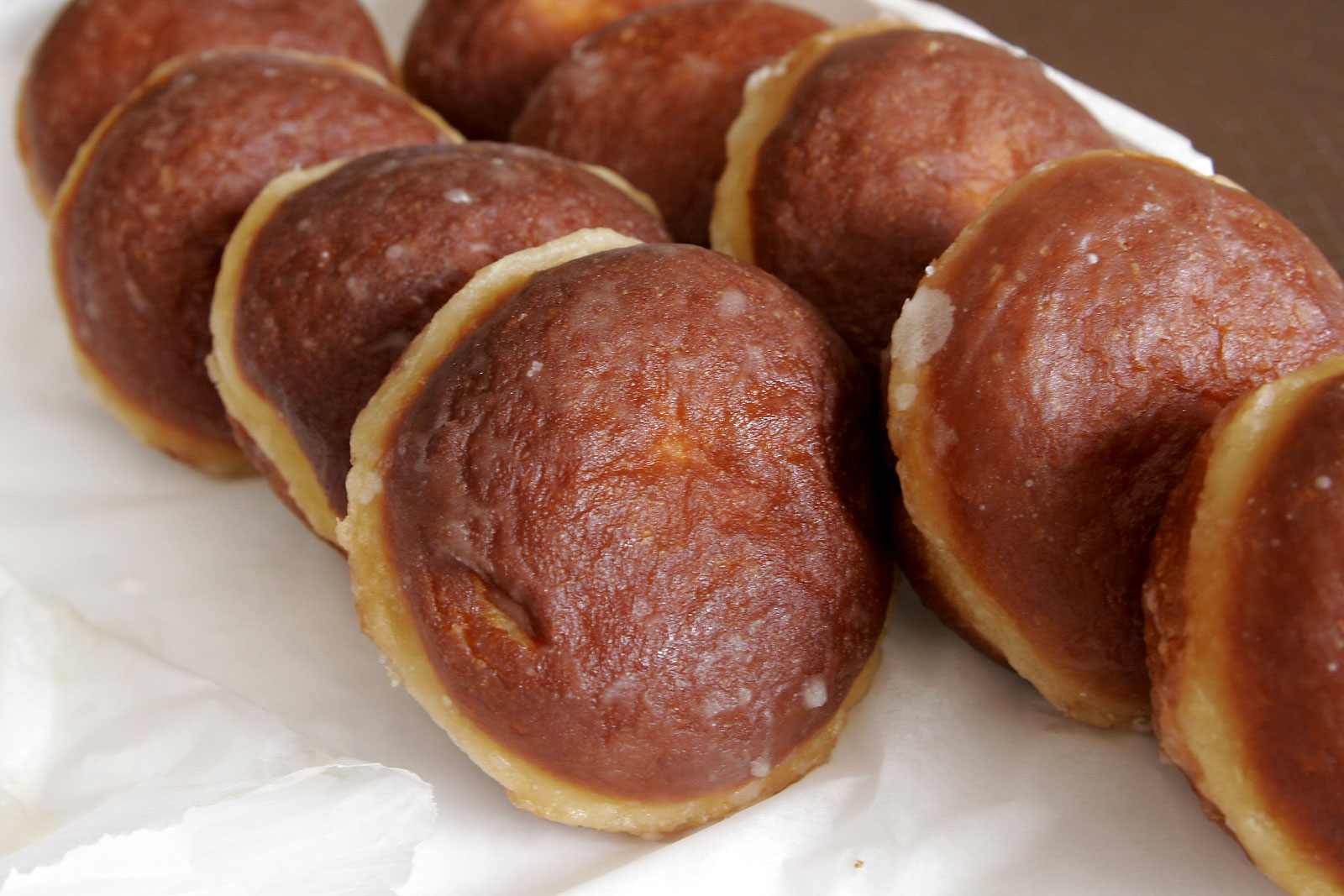
Pączki

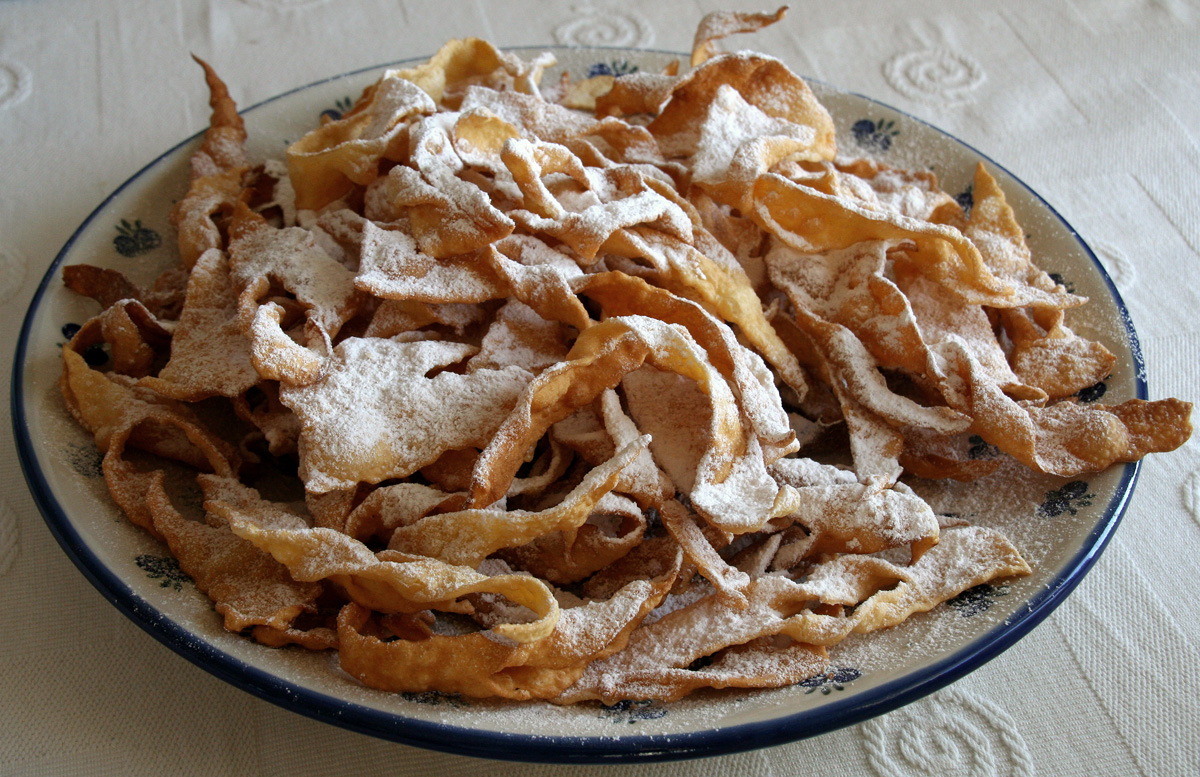
Faworki (chrust)

Tłusty czwartek – ostatni czwartek przed wielkim postem (czyli 52 dni przed Wielkanocą) w kalendarzu chrześcijańskim. Znany także jako zapusty, mięsopust, karnawał. Tłusty czwartek rozpoczyna ostatni tydzień karnawału. W Polsce oraz w katolickiej części Niemiec, wedle tradycji, w tym dniu dozwolone jest objadanie się.

## Data
Ponieważ data tłustego czwartku zależy od daty Wielkanocy, dzień ten jest świętem ruchomym. Następny czwartek jest czwartkiem po Środzie Popielcowej i należy do okresu wielkiego postu, podczas którego chrześcijanie ze względów religijnych (pokutnych), jako przygotowanie do Świąt Wielkanocy powinni zachowywać post, czyli wstrzemięźliwość od przyjmowania niektórych pokarmów. Może wypaść pomiędzy 29 stycznia a 4 marca.
Najpopularniejsze potrawy to pączki i faworki, zwane również w niektórych regionach chrustem lub chruścikami. Dawniej objadano się pączkami nadziewanymi słoniną, boczkiem i mięsem, które obficie zapijano wódką.
Staropolskie przysłowie mówi: Powiedział Bartek, że dziś tłusty czwartek, a Bartkowa uwierzyła, dobrych pączków nasmażyła.
| Rok  | Data      |
| ---- | --------- |
| 2023 | 16 lutego |
| 2024 | 8 lutego  |
| 2025 | 27 lutego |
| 2026 | 12 lutego |
| 2027 | 4 lutego  |
| 2028 | 24 lutego |
| 2029 | 8 lutego  |
| 2030 | 28 lutego |
| 2031 | 20 lutego |
| 2032 | 5 lutego  |
| 2033 | 24 lutego |
| 2034 | 16 lutego |
| 2035 | 1 lutego  |

## Historia zwyczaju
Geneza tłustego czwartku sięga pogaństwa. Był to dzień, w którym świętowano odejście zimy i nadejście wiosny. Ucztowanie opierało się na jedzeniu tłustych potraw, szczególnie mięs oraz piciu wina, a zagryzkę stanowiły pączki przygotowywane z ciasta chlebowego i nadziewane słoniną. Rzymianie obchodzili w ten sposób raz w roku tzw. tłusty dzień.
W specyficzny sposób obchodzono tłusty czwartek w Małopolsce. Nazywany on był wówczas combrowym czwartkiem. Według legendy nazwa pochodzi od nazwiska żyjącego w XVII wieku krakowskiego burmistrza o nazwisku Comber, będącego prawdopodobnie postacią fikcyjną, człowieka złego i surowego dla kobiet mających swoje kramy i handlujących na krakowskim rynku. Mówiono: Pan Bóg wysoko, a król daleko, któż nas zasłoni przed Combrem. Umrzeć miał on w tłusty czwartek. W każdą rocznicę śmierci przekupki na targu urządzały więc huczną zabawę i tańce. Podczas zabawy zaczepiały przechodzących tamtędy mężczyzn, których zmuszały do tańca lub do oddawania wierzchniej odzieży w zamian za krzywdy, jakie wyrządził Comber.
Około XVI wieku w Polsce pojawił się zwyczaj jedzenia pączków w wersji słodkiej. Wyglądały one nadal nieco inaczej niż obecnie – w środku miały bowiem ukryty mały orzeszek lub migdał. Ten, kto trafił na taki szczęśliwy pączek, miał cieszyć się dostatkiem, szczęściem i powodzeniem.

## Nawiązania w kulturze
- Wiersz Władysława Broniewskiego Tłusty Czwartek[9].
- 15 lutego 2007 Google umieściła na stronie głównej polskiej wersji wyszukiwarki okazjonalne logo (tzw. doodle) związane z tłustym czwartkiem[10]. Był to pierwszy przypadek modyfikacji znaku graficznego Google dla polskojęzycznych użytkowników tego narzędzia. Na logo zamiast dwóch liter „o” widoczne były pączki. W następnych latach w tłusty czwartek logo nie było już zmieniane.